# Благовіщенка (смт)
Благові́щенка (рос. Благовещенка) — селище міського типу, центр Благовіщенського району Алтайського краю, Росія. Адміністративний центр Благовіщенської селищної ради.

## Населення
Населення — 11626 осіб (2010; 12416 у 2002).